# L.F. Rothschild
L.F. Rothschild — торгово-инвестиционная банковская компания, основанная в США в 1899 году. Обанкротилась после краха фондового рынка 1987 года, называемого «Чёрным понедельником».
Основана Луисом Фрэнком Ротшильдом (1869—1957), не состоящим в родстве с европейскими Ротшильдами, но женатом на дочери Мейера Гуггенхайма.
В 1977 году объединилась с C.E. Unterberg, Towbin и сменила название на L.F. Rothschild, Unterberg, Towbin.
Первоначально компания занималась операциями с ценными бумагами с фиксированной доходностью (облигациями), но в 1970-х и 1980-х годах вошла в число ведущих компаний по первичному размещению акций, в частности провела IPO компаний Intel и Cray. Также компания занималась арбитражем.
Среди причин банкротства L.F. Rothschild были разногласия в руководстве. В середине 1980-х годов компанию покинули несколько успешных финансистов, в частности Томас Антерберг и Роберт Таубин, а также Джордан Белфорт («Волк с Уолл-стрит»). Окончательно положение компании подорвал биржевый крах в октябре 1987 года: убытки за IV квартал этого года составили 128,8 млн долларов. 
После банкротства несколько сотрудников компании основали свою фирму Angelo, Gordon & Company. Активы L.F. Rothschild были куплены кредитно-депозитной ассоциацией из Канзаса Franklin Savings Association (обанкротилась в 1990 году).